# کنش (فلسفه)
در فلسفه، «کنش» (به انگلیسی: Action) چیزی است که یک «کنشگر» یا «فاعل» (Agent) انجام می‌دهد. کنش‌ها در تقابل با «رویدادها» (Events) قرار می‌گیرند که صرفاً برای کسی اتفاق می‌افتند. کنش‌ها به طور معمول برای یک «هدف» مشخص به انجام می‌رسند و توسط یک «قصد» هدایت می‌شوند. نخستین پرسش در فلسفۀ کنش، تعیین این موضوع است که کنش‌ها چگونه از دیگر اشکال رفتار، مانند واکنش‌های غیرارادی، متمایز می‌شوند. به تعبیر لودویگ ویتگنشتاین (۱۸۸۹-۱۹۵۱)، این پرسش شامل کشف این است که: «اگر من این واقعیت را که دستم بالا می‌رود از این واقعیت که دستم را بالا می‌برم، کسر کنم، چه چیزی باقی می‌ماند؟» (ارجاع به: پژوهش‌های فلسفی، بند ۶۲۱).
یک پاسخ رایج به این پرسش، بر قصد‌های کنشگر تمرکز می‌کند. بنابراین، رانندگی یک اتومبیل یک کنش است، زیرا کنشگر قصد انجام آن را دارد؛ اما عطسه کردن صرفاً یک رفتار است، زیرا مستقل از قصد کنشگر رخ می‌دهد. نظریۀ غالب دربارۀ رابطۀ میان قصد و رفتار، «علیّت‌گرایی» (Causalism) است: رانندگی اتومبیل یک کنش است زیرا «علت» آن، قصد کنشگر برای انجام آن است. از این منظر، کنش‌ها از طریق تاریخچۀ علّیِّ خود از سایر رویدادها متمایز می‌شوند. نظریه‌های علیّت‌گرا، از جمله رویکرد دونالد دیویدسون (۱۹۱۷-۲۰۰۳)، کنش‌ها را حرکات بدنی‌ای تعریف می‌کند که معلولِ قصدها هستند، اما این علیت باید «به درستی» رخ دهد؛ یعنی، قصد باید به گونه‌ای که با محتوای آن سازگار است و نه از طریق یک مسیر علّیِّ تصادفی یا اشتباه، به آن حرکت منجر شود. همچنین نظریه‌های «اراده‌گرایانه» که بر اساس آن‌ها، «اراده‌ورزی‌ها» جنبه‌ای محوری از کنش‌ها را تشکیل می‌دهند. از سوی دیگر، نظریه‌های «نا-علیّت‌گرا» (Non-causalist theories)، اغلب قصدها را نه علتِ کنش، بلکه یکی از اجزای «برسازنده» آن می‌دانند.
یک تمایز مهم میان کنش‌ها، تفکیک بین کنش‌های «غیربنیادین» (non-basic actions) که از طریق انجام کاری دیگر صورت می‌پذیرند، و کنش‌های «بنیادین» (basic actions) است که این ویژگی را ندارند. بیشتر بحث‌های فلسفی دربارۀ کنش‌ها بر کنش‌های فیزیکی در قالب حرکات بدنی تمرکز دارند. اما بسیاری از فیلسوفان، «کنش‌های ذهنی» را نوعی متمایز از کنش می‌دانند که ویژگی‌های کاملاً متفاوتی با کنش‌های فیزیکی دارند. «تأمل» و «تصمیم» فرآیندهایی هستند که اغلب پیش از کنش‌ها رخ داده و به آن‌ها منجر می‌شوند. کنش‌ها بسته به دلیلی که برای آن انجام می‌شوند، می‌توانند «عقلانی» یا «غیرعقلانی» باشند. مسئلۀ «مسئولیت» نیز ارتباط نزدیکی با فلسفۀ کنش دارد، زیرا ما معمولاً افراد را در قبال آنچه انجام می‌دهند، مسئول می‌دانیم.

## برداشت‌های نظری از کنش
برداشت‌های مختلف از کنش می‌کوشند تا مشخص کنند که همۀ کنش‌ها در چه چیزی مشترک هستند یا ویژگی‌های ذاتی آن‌ها چیست. نظریه‌های علیّت‌گرا، مانند روایت دونالد دیویدسون یا اشکال استاندارد اراده‌گرایی، معتقدند که روابط علیّ میان حالات ذهنی کنشگر و رفتار حاصل از آن، برای تعریف کنش ضروری است. طبق نظر دیویدسون، کنش‌ها حرکات بدنی هستند که به شیوۀ صحیح توسط قصدها ایجاد شده‌اند. نظریه‌های اراده‌گرا مفهوم «اراده‌ورزی» (volitions) را در روایت خود از کنش‌ها وارد می‌کنند. اراده‌ورزی‌ها به عنوان نوعی فراخوان ابزارهایی که در حیطۀ قدرت و اختیار فرد است فهمیده می‌شوند و با صرفاً قصد داشتن برای انجام کاری در آینده متفاوت‌اند. در مقابل، نا-علیّت‌گرایان این ایده را که قصدها یا حالات مشابه، علت کنش‌ها هستند، انکار می‌کنند.

### روایت دیویدسون: کنش به مثابه رویداد معلولِ قصد
شناخته‌شده‌ترین روایت از کنش، که گاهی از آن به عنوان «روایت استاندارد» یاد می‌شود، متعلق به دونالد دیویدسون است که معتقد بود کنش‌ها حرکات بدنی هستند که توسط قصدها ایجاد می‌شوند. دیویدسون خودِ قصدها را بر حسب «باورها» (beliefs) و «امیال» (desires) تبیین می‌کند. برای مثال، کنشِ زدن کلید برق، از یک سو متکی بر «باور» کنشگر است مبنی بر اینکه این حرکت بدنی چراغ را روشن خواهد کرد و از سوی دیگر، متکی بر «میل» او به داشتن نور است. به دلیل اتکای این موضع بر حالات روان‌شناختی و روابط علیّ، آن را یک «نظریۀ هیومی در باب کنش» می‌دانند.
به گفتۀ دیویدسون، این تنها رفتار بدنی نیست که به عنوان کنش به حساب می‌آید، بلکه پیامدهای ناشی از آن نیز بخشی از کنش محسوب می‌شوند. بنابراین، حرکت انگشت برای زدن کلید، عبور الکترون‌ها از سیم و روشن شدن لامپ، همگی بخشی از کنش هستند. برخی پیامدها حتی اگر کنشگر قصد وقوع آن‌ها را نداشته باشد، ذیل کنش گنجانده می‌شوند. کافی است آنچه کنشگر انجام می‌دهد «بتواند تحت جنبه‌ای توصیف شود که آن را قصدمند می‌سازد». بنابراین، برای مثال، اگر زدن کلید برق، دزد را آگاه کند، آنگاه «آگاه کردن دزد» بخشی از کنش‌های کنشگر محسوب می‌شود. در مثالی از دست‌نوشتۀ جی. ای. ام. انسکوم (۱۹۱۹-۲۰۰۱) با عنوان «قصد»، عمل «تلمبه زدن آب» می‌تواند مصداقی از «مسموم کردن ساکنان» نیز باشد.
یکی از چالش‌های اصلی برای نظریه‌های علیّت‌گرا (نظریه‌هایی که کنش را نتیجۀ علیّ حالات ذهنی می‌دانند)، پدیده‌ای است که به آن «زنجیره‌های علیّ سرکش» (wayward causal chains) می‌گویند. یک زنجیرۀ علیّ زمانی "سرکش" خوانده می‌شود که قصد فاعل، عملاً به نتیجۀ مطلوب منجر می‌شود، اما نه از طریق مسیری که مدنظر فاعل بوده و تحت کنترل او قرار داشته است. مثال کلاسیک برای توضیح این پدیده، داستان صخره‌نورد است: فرض کنید صخره‌نوردی قصد دارد با رها کردن طناب، کوهنورد پایین‌دستی را به قتل برساند. اما خود این قصد، او را چنان دچار اضطراب و رعشه می‌کند که کنترلش را از دست داده و طناب «از دستش می‌لغزد». در اینجا، هرچند قصدِ کشتن نهایتاً به مرگ کوهنورد دیگر منجر شده، اما این نتیجه از طریق سازوکار ارادی و مهارتِ فاعل (یعنی باز کردن آگاهانۀ دست) رخ نداده، بلکه محصول یک فرآیند فیزیکیِ خارج از کنترل (لغزیدن) بوده است که خودِ قصد به شکلی انحرافی آن را تحریک کرده است. راه‌حل دونالد دیویدسون برای این معضل، افزودن یک قید مهم به نظریه‌اش بود. او با مستثنی کردن این موارد، تأکید کرد که آن‌ها نمونه‌های اصیل «رفتار قصدمند» نیستند. بنابراین، یک رفتار بدنی تنها زمانی کنش محسوب می‌شود که نه تنها معلولِ یک قصد باشد، بلکه «به درستی» توسط آن قصد ایجاد شده باشد.
یک اعتراض مهم به نظریۀ کنش دیویدسون این است که نقش کنشگر در تولید کنش را به درستی توضیح نمی‌دهد. این نقش می‌تواند شامل تأمل دربارۀ اینکه چه باید کرد، انتخاب یک گزینه و سپس اجرای آن باشد. اعتراض دیگر این است که صرفِ قصدها برای ایجاد کنش کافی به نظر نمی‌رسند و عناصر اضافی دیگری، یعنی «اراده‌ورزی‌ها» یا «کوشش‌ها»، ضروری هستند. برای مثال، همان‌طور که جان سرل (زادهٔ ۱۹۳۲) اشاره کرده است، به نظر می‌رسد یک «شکافِ عِلّی» میان قصد انجام کاری و انجام واقعی آن وجود دارد که برای غلبه بر آن، نیازمند یک فعل ارادی است.

### اراده‌گرایی: نقش محوری «کوشش»
نظریه‌هایی مانند روایت دیویدسون، اگرچه بر نقش محوری «قصد» تأکید دارند، اما در توضیح کامل چگونگی تبدیل یک «قصد معطوف به آینده» به یک «کنش در زمان حال» با دشواری مواجه‌اند. به نظر می‌رسد یک حلقۀ مفقوده یا یک «شکاف علّی» میان صرف تصمیم‌گیری برای انجام یک کار و به حرکت درآمدن بدن برای اجرای آن وجود دارد. نظریۀ «اراده‌گرایی» دقیقاً برای پر کردن همین شکاف پدید آمده است. اراده‌گرایان معتقدند که برای غلبه بر کاستی‌های روایت استاندارد، باید مفهوم دیگری را به نظریۀ کنش افزود: مفهومی که آن را «کوشش» (trying) یا «اراده‌ورزی» (volition) می‌نامند.
«کوشش» یا «اراده‌ورزی» یک رویداد ذهنی است که با «قصد» تفاوت دارد. قصد، برنامه‌ای معطوف به آینده است اما کوشش، یک فعل ارادی (act of will) در «اینجا و اکنون» است؛ یک فراخوانی فعالانۀ توانایی‌های فرد برای اجرای فوری یک عمل. برخی نویسندگان میان اراده‌ورزی (به عنوان فعل ارادی) و کوشش (به عنوان فراخوان ابزارها) تمایز قائل شده‌اند، اما می‌توان آن‌ها را مفهومی واحد در نظر گرفت زیرا نقش تبیینی یکسانی دارند. این رویداد ذهنی، هم نقشی متافیزیکی (به عنوان علتِ حرکت بدنی و پرکنندۀ شکاف میان ذهن و بدن) و هم نقشی تجربی (به عنوان چیزی که فاعل آن را احساس می‌کند) ایفا می‌کند. این همان تجربۀ درونیِ «تلاش کردن» برای انجام کاری است، نه صرفاً اندیشیدن به آن.
قدرت تبیینی اراده‌گرایی در این ایده نهفته است که کوشش می‌تواند حتی بدون آنکه به یک کنش موفق منجر شود، وجود داشته باشد. این ادعای محوری، نظریۀ اراده‌گرایی را تعریف می‌کند که طبق آن: (۱) هر کنش بدنی با کوشش همراه است، (۲) کوشش‌ها می‌توانند مستقل از حرکت بدنی رخ دهند، و (۳) در کنش‌های موفق، کوشش علت حرکت بدنی است. مثال کلاسیک برای درک این موضوع، فردی فلج است که پس از یک درمان جدید، می‌خواهد کارایی آن را بیازماید. او با تمام توان «کوشش» می‌کند تا پایش را حرکت دهد. تجربۀ «کوشش کردن و شکست خوردن» به وضوح با «قصد داشتن برای آینده» یا «آرزو کردن» متفاوت است و تنها در حالت کوشش است که بیمار از ناموفق بودن درمان آگاه می‌شود. این نشان می‌دهد که «کوشش» یک رویداد ذهنی واقعی و متمایز است، حتی اگر هیچ حرکت فیزیکی در نتیجه آن رخ ندهد. از این منظر، کوشش‌ها برخلاف کنش‌ها شکست‌ناپذیرند: فرد یا کوشش می‌کند یا نمی‌کند، اما خودِ عملِ کوشش کردن نمی‌تواند ناکام بماند.
معرفی «کوشش» به عنوان یک عنصر کلیدی، پیامدها و مجادلات فلسفی مهمی را به دنبال دارد:
- معضل تسلسل باطل: اگر «کوشش کردن» خود یک کنش باشد (مثلاً یک «کنش بنیادین»[۳۶])، آنگاه این پرسش پیش می‌آید که علتِ این کنشِ ذهنی چیست؟ آیا برای کوشش کردن، باید یک کوشش پیشین وجود داشته باشد؟ این امر به یک «تسلسل باطل» خطرناک منجر می‌شود.[۳۷][۳۸] به همین دلیل، بسیاری از اراده‌گرایان معتقدند کوشش‌ها علتِ کنش یا بخشی از آن هستند، نه یک کنش کامل و مستقل.
- نقد «شبح در ماشین»: گیلبرت رایل یکی از منتقدان سرسخت این نظریه بود. او استدلال می‌کرد که این «اراده‌ورزی‌ها» یا فعال و ارادی هستند (که به تسلسل باطل می‌انجامد) یا غیرفعال هستند که در این صورت همچون فرض کردن وجود یک «شبح در ماشین» بی‌اثر و زائد است. با این حال، برخی این نقد را یک «دوراهی کاذب» دانسته‌اند و معتقدند اراده‌ورزی‌ها می‌توانند نقشی تبیینی داشته باشند بی آنکه خود نیازمند تبیین باشند، همانطور که جان استوارت میل کنش را ترکیبی از دو جزء (اراده‌ورزی و حرکت) می‌دانست.[۳۹]
- تبیین آگاهی اول-شخص: یکی از نقاط قوت اراده‌گرایی، توانایی آن در توضیح این است که ما چگونه از کنش‌های خودمان آگاهیم. این آگاهی، مستقیم و از طریق «درون‌نگری» به دست می‌آید و نیازی به مشاهدۀ بیرونی رفتارمان ندارد. ما «تجربۀ عاملیت» یا همان حس درونیِ فاعلِ عمل بودن را از طریق همین کوشش‌ها درک می‌کنیم. این تجربه با «تجربۀ آزادی» (که مستلزم انتخاب از میان گزینه‌هاست) متفاوت است و حتی بدون وجود گزینۀ جایگزین نیز ممکن است.[۴۰][۴۱]
- خطر بیگانگی از بدن: منتقدان اشاره می‌کنند که ایجاد یک تمایز قاطع میان «اراده‌ورزی» (به عنوان امری ذهنی) و «حرکت بدنی» (به عنوان امری فیزیکی که معلول آن است)، تصویری از انسان ارائه می‌دهد که در آن، ذهن از بدن خود بیگانه است.[۴۲] برای رفع این مشکل، پیشنهاد شده است که اراده‌ورزی‌ها نه «علت» حرکات بدنی، بلکه «جزء برسازندۀ» آن‌ها هستند[۴۳] یا به عنوان فعالیتی مستمر، حرکت بدن را در تمام طول اجرای آن هدایت می‌کنند، نه اینکه صرفاً محرک اولیه آن باشند.[۴۴]

### نا-علیّت‌گرایی: قصد به مثابه جزء برسازنده
در مقابل نظریه‌های علیّت‌گرا، دیدگاه «نا-علیّت‌گرایی» یا «ضد-علیّت‌گرایی» قرار دارد. این نظریه، این ایده را که قصدها و دیگر حالات ذهنی، «علتِ» کنش‌ها هستند، به کلی رد می‌کند. در عوض، نا-علیّت‌گرایان معتقدند که قصدها جزء جدایی‌ناپذیر و «برسازندۀ» خودِ کنش هستند. از این منظر، رابطۀ میان قصد و کنش، یک رابطۀ منطقی یا مفهومی است، نه یک زنجیرۀ علت و معلولی که در آن دو رویداد مجزا (یکی ذهنی و دیگری فیزیکی) به هم مرتبط می‌شوند.
انگیزۀ اصلی این دیدگاه، فرار از مشکلات لاینحل نظریۀ علیّت‌گرایی، به‌ویژه معضل «زنجیره‌های علیّ سرکش» است. نا-علیّت‌گرایان استدلال می‌کنند که علیّت‌گرایان هرگز نتوانسته‌اند معیار روشنی برای تمایز میان علیّت «صحیح» و «انحرافی» ارائه دهند. با این حال، این رویکرد خود با چالشی بزرگ روبروست: اگر رابطۀ قصد و کنش علیّی نیست، پس چیست؟ برخی پیشنهادها، مانند توسل به «علیّت غایی» (final causation)، چندان موفق نبوده‌اند، زیرا علیّت غایی (هدف‌مندی) با علیّت فاعلی ناسازگار نیست و یک هدف ذهنی می‌تواند همزمان علت فاعلی نیز باشد. به همین دلیل، بیشتر استدلال‌های این گروه، ماهیتی سلبی و انتقادی علیه علیّت‌گرایی دارند.
مهم‌ترین چالش برای نا-علیّت‌گرایی توسط دیویدسون مطرح شده است. او به این واقعیت اشاره می‌کند که ما اغلب برای انجام یک کار، چندین دلیل داریم، اما در عمل، آن را تنها به خاطر «یکی» از آن دلایل انجام می‌دهیم. برای مثال، فرض کنید عبدل هم به دلیل داشتن سرطان پروستات و هم به دلیل علاقه‌ به مطالعۀ روزنامه‌های اتاق انتظار، به مرکز درمانی می‌رود. او از هر دو دلیل آگاه است، اما تنها دلیل اول او را به این عمل واداشته است. نظریۀ علیّت‌گرا این پدیده را به سادگی توضیح می‌دهد: دلیلی که «علت» کنش بوده، همان دلیلی است که کنش «به خاطر» آن انجام شده است. چالش بزرگ برای نا-علیّت‌گرایان این است که بتوانند تبیینی متقاعدکننده و «غیرعلیّی» برای این واقعیت ارائه دهند.

## مسئلۀ تفرید کنش‌ها
مسئلۀ «تفرید» (Individuation) به این پرسش بنیادین می‌پردازد که چگونه باید کنش‌ها را شمارش کنیم. وقتی یک فاعل عمل می‌کند، آیا او یک کنش واحد با چندین توصیف و پیامد انجام می‌دهد، یا چندین کنش متمایز را همزمان به انجام می‌رساند؟ برای مثال، در ۱۴ آوریل ۱۸۶۵، جان ویلکس بوث ماشۀ تفنگش را کشید، گلوله‌ای شلیک کرد، و آبراهام لینکلن را به قتل رساند. آیا او در اینجا یک کنش انجام داد یا سه کنش؟ برای پاسخ به این پرسش، دو رویکرد تحلیلی اصلی وجود دارد: رویکرد «جزءنگر» و رویکرد «کلان‌نگر».

### رویکرد جزءنگر
این رویکرد، که «جزءنگر» نامیده می‌شود زیرا بر کوچکترین تمایزهای مفهومی تمرکز کرده و یک واقعه را به اجزاء متعدد تجزیه می‌کند، از یک معیار بسیار دقیق برای تمایز بهره می‌برد. اصل حاکم بر این دیدگاه این است: «هر توصیفِ معتبر و متفاوتی از یک عمل، به یک کنشِ متمایز و جداگانه اشاره دارد.» برای مثال، در ماجرای ترور آبراهام لینکلن، یک تحلیل‌گرِ جزءنگر استدلال می‌کند که جان ویلکس بوث چندین کنش مجزا انجام داد:
- کنش ۱: کشیدن ماشه
- کنش ۲: شلیک کردن گلوله
- کنش ۳: به قتل رساندن لینکلن

از این منظر، «شلیک کردن» با «کشتن» یکی نیست، زیرا مفاهیم متفاوتی را بیان می‌کنند. این رویکرد با تمرکز بر تفاوت‌ها، یک واقعۀ واحد را به تعداد زیادی «کنش» مجزا می‌شکند و به تکثیر موجودیت‌ها می‌انجامد.

### رویکرد کلان‌نگر
در مقابل، رویکرد «کلان‌نگر» قرار دارد که با نگاهی کلی و یکپارچه، اجزای مختلف یک فرآیند را در یک واحد بزرگ و کلان ادغام می‌کند. اصل حاکم بر این دیدگاه این است: «اگر مجموعه‌ای از رویدادها در یک زنجیرۀ واحد علیّ-قصدمندانه قرار دارند (مثلاً یکی از طریق دیگری انجام می‌شود)، همگی وجوه مختلف یک کنش واحد هستند.» بر اساس این تحلیل، بوث تنها یک کنش انجام داد. «شلیک کردن گلوله» صرفاً توصیف دیگری از همان کنش «کشیدن ماشه» با در نظر گرفتن پیامد فوری آن است و «کشتن لینکلن» نیز توصیف گسترده‌تری از همان کنش واحد با در نظر گرفتن پیامد نهایی آن است. این دیدگاه کلان‌نگر با شهود ما مبنی بر اینکه ما اغلب یک کار را «با» انجام دادن کاری دیگر صورت می‌دهیم، سازگاری بیشتری دارد.
با وجود جذابیت شهودیِ رویکرد کلان‌نگر، این دیدگاه با چالش مهمی روبروست. اجزای مختلف آنچه «یک کنش واحد» نامیده می‌شود، ممکن است در زمان‌ها و مکان‌های متفاوتی رخ دهند. برای مثال، شلیک بوث در یک لحظه رخ داد، اما مرگ لینکلن ساعاتی بعد و در مکانی دیگر اتفاق افتاد. این امر این پرسش دشوار را مطرح می‌کند که چگونه دو رویداد که از نظر زمانی-مکانی از هم جدا هستند، می‌توانند ذاتاً «یکسان» باشند.

## انواع کنش

### کنش‌های بنیادین و غیربنیادین
یک تمایز کلیدی در فلسفۀ کنش، میان کنش‌های «بنیادین» و «غیربنیادین» است. این تمایز بر اساس این ایده شکل گرفته که ما کنش‌های پیچیده (غیربنیادین) را «از طریق» انجام کنش‌های ساده‌تر (بنیادین) به انجام می‌رسانیم. برای مثال، ما با «زدن کلید» (کنش بنیادین‌تر)، «چراغ را روشن می‌کنیم» (کنش غیربنیادین). این سلسله‌مراتبِ کنش‌ها باید به یک سطح نهایی و پایه برسد. کنش در این سطح، «کنش بنیادین» نام دارد؛ زیرا مستقیماً و بدون واسطۀ کنش دیگری انجام می‌شود.
اما چه چیزی دقیقاً یک کنش بنیادین است؟ اگر آن را «حرکت بدنی» (مانند فشردن انگشت) بدانیم، خود این حرکت نیز معلول «انقباضات عضلانی» است و آن نیز نتیجۀ «فرآیندهای شیمیایی» است که ما کنترل مستقیمی بر آن‌ها نداریم. یک راه‌حل عملی این است که کنش بنیادین را با «ساده‌ترین دستوری که یک فاعل می‌تواند مستقیماً اجرا کند» معادل بدانیم. بر این اساس، آنچه بنیادین است به مهارت فاعل بستگی دارد؛ برای مثال، یک فرد ورزیده «می‌تواند» مستقیماً یک عضلۀ خاص را منقبض کند.
یک دیدگاه رادیکال‌تر، کنش‌های بنیادین را نه حرکات بدنی، بلکه «اراده‌ورزی‌های ذهنی» می‌داند، زیرا این اراده‌ورزی‌ها هستند که کاملاً مستقیم و بی‌واسطه در کنترل ما قرار دارند و شکست‌ناپذیرند. اما این دیدگاه با خطر «تسلسل باطل» روبروست، زیرا اگر خودِ اراده‌ورزی یک کنش باشد، نیازمند یک اراده‌ورزی پیشین برای وقوع خواهد بود.

### کنش‌های فیزیکی و ذهنی
فلسفه به طور سنتی بر «کنش‌های فیزیکی» که شامل حرکات بدنی هستند، تمرکز کرده است و برخی حتی آن‌ها را تنها نوع کنش می‌دانند. با این حال، یک دیدگاه میانه، وجود «کنش‌های ذهنی» (مانند تصور کردن، قضاوت کردن، یا به یاد آوردن) را به عنوان یک مقولۀ متمایز به رسمیت می‌شناسد.
گیلن استراوسن نظریۀ تأثیرگذاری را ارائه می‌دهد که طبق آن، کنش ذهنی عبارت است از «فراهم آوردن زمینۀ ارائۀ یک محتوا به میدان آگاهی». از این منظر، خودِ «تصور کردن» یک کنش نیست، بلکه محصول یک کنش ذهنیِ مقدماتی است. استراوسن این فرآیند را به «پریدن از روی دیوار» تشبیه می‌کند: عملِ پریدن (فراهم آوردن زمینه) یک کنش است، اما فرآیند سقوط کردن (ظهور محتوا در ذهن) دیگر یک کنش نیست و خارج از کنترل فاعل قرار دارد. منتقدان معتقدند این تعریف کامل نیست و انواع دیگری از کنش‌های ذهنی، مانند «حفظ آگاهانۀ توجه» یا «حذف فعالانۀ یک فکر از ذهن» را نادیده می‌گیرد. علاوه‌براین، تردیدهای بنیادینی در مورد وجود کنش‌های ذهنی مطرح است. اولاً، بسیاری از رویدادهای ذهنی غیرارادی و واکنشی به نظر می‌رسند. ثانیاً، به نظر می‌رسد «قصد کردن برای فکر کردن به X» مستلزم آن است که فرد از قبل به X فکر کرده باشد، که این امر به یک تسلسل منطقی باطل منجر می‌شود. در نهایت، ارائۀ یک معیار دقیق برای تفکیک کنش‌های ذهنی از فیزیکی خود امری چالش‌برانگیز است.

## مفاهیم مرتبط با کنش

### تأمل و تصمیم
این دو، فرآیندهای مقدماتی کنش هستند. هنگامی که فاعل با چندین گزینۀ ممکن روبروست، «تأمل» به معنای ارزیابی دلایل له و علیه هر گزینه است. «تصمیم» نیز مرحلۀ نهایی این فرآیند است که در آن، یک گزینه انتخاب شده و «قصد» برای اجرای آن شکل می‌گیرد.

### تبیین و عقلانیت
تبیین یک کنش، پاسخی به پرسش «چرا؟» است. رایج‌ترین پاسخ، اشاره به «دلایل» فاعل است که از ترکیب «باور» و «میل» او تشکیل می‌شود (مثلاً حسن به سمت یخچال می‌رود چون «میل» به بستنی دارد و «باور» دارد که بستنی آنجاست). نظریه‌های علیّت‌گرا معتقدند این دلیل، کنش را تبیین می‌کند، زیرا «علت» آن است. کنشی که دلیل داشته باشد، «عقلانی» است، اما اگر آن دلیل مبتنی بر باوری غلط یا ناموجه باشد (مثلاً باوری مبتنی بر خوش‌خیالی)، کنش «غیرعقلانی» خواهد بود.

### مسئولیت
فلسفۀ کنش ارتباط تنگاتنگی با مسئولیت دارد، زیرا ما انسان‌ها را در قبال اعمالشان پاسخگو می‌دانیم. این مفهوم گسترده است و نه تنها شامل «انجام دادن» یک عمل، بلکه شامل «انجام ندادن» یا «ترک فعل» نیز می‌شود (مانند مسئولیت کمک به یک مصدوم). مسئولیت ما به قصد و نیت ما محدود نمی‌شود و می‌تواند شامل پیامدهای ناخواسته‌ای باشد که از آن‌ها آگاه بوده‌ایم یا «می‌بایست» آگاه می‌بودیم (تقصیر).

### ادراک
در نظریۀ «کنش‌گرایی»، ادراک یک فرآیند منفعل نیست، بلکه ذاتاً یک فعالیت حسی-حرکتی است. به گفتۀ آلوا نوئه، ما جهان را «از طریق» انجام کنش‌هایی مانند حرکت دادن چشم، سر و بدن، نزدیک شدن یا دقیق شدن درک می‌کنیم. ادراک، «شیوه‌ای از فعالیت از سوی کل حیوان است».

### مسئلۀ علیّت ذهنی
این مسئله از تنش میان دو باور رایج سرچشمه می‌گیرد: (۱) ذهن و حالات ذهنی (مانند باورها و دردها) می‌توانند باعث رویدادهای فیزیکی (مانند کنش‌ها) شوند. (۲) جهان فیزیکی یک سیستم بستۀ علیّ است که در آن هر رویداد فیزیکی، یک علت فیزیکی کافی دارد. حال پرسش این است: اگر حرکت دست من یک علت فیزیکی کامل در مغز من دارد، چگونه حالت «ذهنیِ» قصد من می‌تواند نقشی علیّ در آن ایفا کند؟
یک راه‌حل، که فیلسوفانی چون دونالد دیویدسون از آن دفاع می‌کنند، این است که حالات ذهنی را به حالات فیزیکی فرو بکاهیم. یعنی قصد من «همان» یک حالت مغزی خاص است. مشکل این دیدگاه آن است که به نظر می‌رسد «ویژگی‌های ذهنی» (مانند معنا و محتوای قصد) در این فرآیند علیّ بی‌اثر می‌شوند و تنها ویژگی‌های فیزیکی آن حالت مغزی است که کار را انجام می‌دهد. این دیدگاه به خطر «همایندگرایی» (epiphenomenalism) نزدیک می‌شود: این ایده که ذهن محصول جانبی و بی‌اثر فرآیندهای مغزی است و هیچ قدرت علیّ مستقلی ندارد.
برخی فیلسوفان کوشیده‌اند راهی میانه بیابند. برای مثال، فرد درتسکی (Fred Dretske) دیدگاه «دلایل به مثابه علل ساختاردهنده» را مطرح کرده است. از این منظر، محتوای ذهنی یک دلیل، مستقیماً مانند یک توپ بیلیارد به کنش ضربه نمی‌زند، بلکه نقش آن «ساختار دادن» به مسیرهای علیّ در مغز است. یعنی فرآیندِ تبدیل شدن یک حالت مغزی به یک «دلیل» (از طریق کسب محتوای معنادار)، خود یک فرآیند علیّ است که تعیین می‌کند کدام مسیرهای عصبی برای ایجاد کنش فعال شوند.
در نهایت، برخی دیگر با رد فروکاستن ذهن به فیزیک، معتقدند که حالات ذهنی موجودیت‌هایی متمایز هستند، اما قدرت علیّ ندارند و صرفاً به صورت همایندی وجود دارند. این دیدگاه‌ها چشم‌اندازهای متفاوتی را در یکی از پیچیده‌ترین مسائل فلسفۀ ذهن و کنش ترسیم می‌کنند.